# Ministerium für soziale Sicherheit Luxemburg

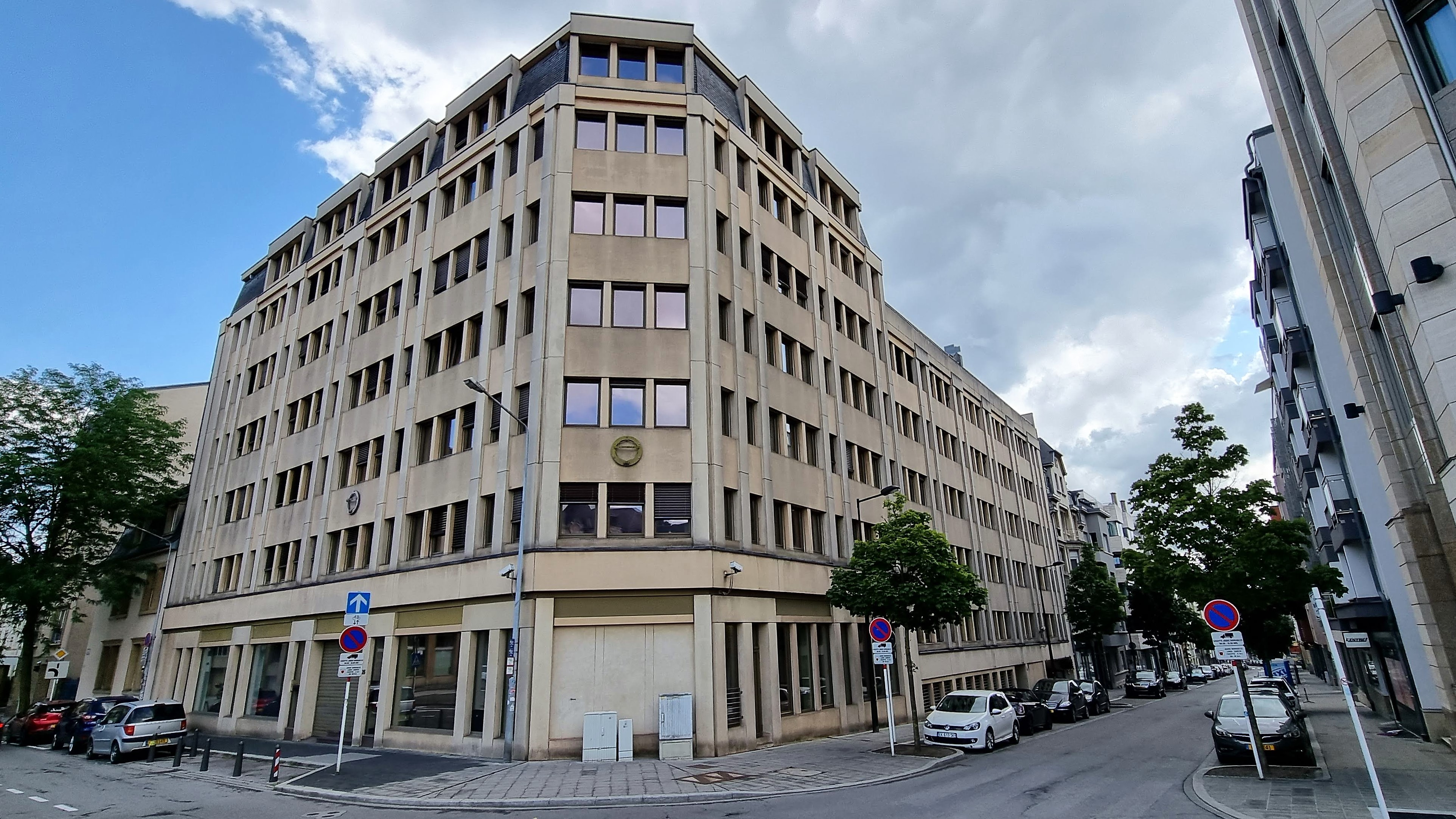
Sitz

Das Ministerium für soziale Sicherheit (Ministère de la sécurité sociale) ist für die Umsetzung der Sozialpolitik der Regierung des Großherzogtums Luxemburg verantwortlich.
Das Ministerium ist zuständig für die Bereiche Gesundheit, Alter, Abhängigkeit, Invalidität und das Thema Arbeitsunfälle.

## Kompetenzen
Kompetenzen und Zuschnitt des Ministeriums sind mittels großherzoglichem Beschluss vom 28. Mai 2019 festgelegt.
Dazu gehören:
- Generalinspektion der sozialen Sicherheit (Inspection générale de la sécurité sociale)
- Bewertungs- und Kontrollbehörde der Pflegeversicherung (Administration d'évaluation et de contrôle de l'assurance-dépendance)

### Öffentlich Einrichtungen
- Zentralstelle für Sozialversicherungen (Centre commun de la sécurité sociale)
- Gesundheitskasse (Caisse nationale de santé)
- Krankenkasse der Beamten und Angestellten des öffentlichen Dienstes (Caisse de maladie des fonctionnaires et employés publics)
- Krankenkasse der Kommunalbeamten und kommunalen Angestellten (Caisse de maladie des fonctionnaires et employés communaux)
- Krankenkasse der nationalen Eisenbahngesellschaft (Entraide médicale des Chemins de fer luxembourgeois)
- Nationale Rentenversicherungskasse (Caisse nationale d'assurance pension)
- Anlagefonds der allgemeinen Rentenversicherung (Fonds de compensation commun au régime général de pension)
- Unfallversicherung (Association d'assurance accident)
- Mutualität der Arbeitgeber (Mutualité des employeurs)

## Liste der Minister
| Nom                  | Zeitraum   | Zeitraum   | Partei |
| -------------------- | ---------- | ---------- | ------ |
| Bernard Berg         | 20/07/1984 | 14/07/1989 | LSAP   |
| Johny Lahure         | 14/07/1989 | 13/07/1994 | LSAP   |
| Mady Delvaux-Stehres | 13/07/1994 | 07/08/1999 | LSAP   |
| Carlo Wagner         | 07/08/1999 | 31/07/2004 | DP     |
| Mars Di Bartolomeo   | 31/07/2004 | 04/12/2013 | LSAP   |
| Romain Schneider     | 04/12/2013 | 05/01/2022 | LSAP   |
| Claude Haagen        | 05/01/2022 |            | LSAP   |